# Hoplosternum
Hoplosternum là một chi cá da trơn nước ngọt thuộc phân họ Callichthyinae trong họ Callichthyidae. Hóa thạch của một loài cá da trơn được xác định là thuộc chi Hoplosternum đã được tìm thấy tại lưu vực sông Magdalena (Colombia), có niên đại từ giữa thế Miocen.
Hoplosternum được ghép từ 2 âm tiết trong tiếng Hy Lạp: hoplon ("vũ khí") và sternon ("xương ức"), ám chỉ đến phần xương mỏ quạ ở ức của cá.

## Phân loại
Chi Hoplosternum bao gồm 3 loài chính thức:
- Hoplosternum littorale (Hancock, 1828)
- Hoplosternum magdalenae C. H. Eigenmann, 1913
- Hoplosternum punctatum Meek & Hildebrand, 1916

## Mô tả
Các loài thuộc chi Hoplosternum được tìm thấy ở vùng nhiệt đới Trung và Nam Mỹ, đặc biệt là ở Guyana. Hoplosternum thường bơi thành đàn lớn gần đáy bùn của các con sông chảy chậm, ao hồ, mương rãnh và đầm lầy. Nếu trong nước có hàm lượng oxy thấp, cá có khả năng lấy oxi từ không khí bằng cách nuốt một ngụm không khí trên mặt nước và đưa ra ruột sau. Thành ruột của cá chằn chịt những mạch máu nhỏ cho phép oxy từ không khí có thể đi qua, tương tự như chức năng của phổi. Khi xảy ra hạn hán, Hoplosternum dễ dàng vượt qua sự khắc nghiệt này mà tìm đến nơi thích hợp hơn. Giống như các loài Callichthyinae khác, Hoplosternum cũng đẻ trứng thành một "tổ bong bóng" (bubble nest).

## Sinh sản
Hoplosternum xây những "tổ bong bóng" từ thực vật, một số vật liệu dưới đáy sông hồ, và bong bóng được hình thành bởi một chất tiết ở miệng và không khí. Cá đực tạo một khối bong bóng có đường kính khoảng 20 cm và cao 10 cm. Trong thời gian xây dựng tổ, cá đực sẽ xua đuổi cá mái đi, sau khi xây xong tổ thì nó sẽ chấp nhận bạn tình. Cả cá mái và đực đều bảo vệ trứng (vài trăm trứng trong một tổ) trong khoảng 4 tuần cho đến khi cá con ra đời.